# Choreutinula
Genre
Synonymes
- Beckerella Linnaniemi, 1912
- Beckerellodes Salmon, 1945

Choreutinula est un genre de collemboles de la famille des Hypogastruridae.

## Liste des espèces
Selon Checklist of the Collembola of the World (version du 8 novembre 2019) :
- Choreutinula alpina Babenko, 1994
- Choreutinula americana Palacios-Vargas, Castaño-Meneses & Gao, 2010
- Choreutinula gauquelini Gers & Deharveng, 1985
- Choreutinula inermis (Tullberg, 1871)
- Choreutinula kulla Fjellberg, 2007
- Choreutinula nodiseta (Handschin, 1928)
- Choreutinula yinae Palacios-Vargas, Castaño-Meneses & Gao, 2010

## Publication originale
- Paclt, 1944 : Nomina. nova in Collembola. Entomologické listy, vol. 7, p. 92.